# Coupe du Sud
La Coupe du Sud est une compétition de football australien. Créée en 2010, par le club des Perpignan Tigers, elle est organisée par le CNFA tous les ans. La compétition s’impose dans le calendrier pour animer la trêve hivernale. Comme la Coupe de France, le tournoi se déroule sur une journée dans une ville du Sud de la France. Seuls les clubs du Sud de la France y participent, et qu’il appartient au club hôte d’inviter si possible une équipe étrangère ou du Nord de la France.

## Histoire
La Coupe du Sud est créée à l'hiver 2010, par le club des Perpignan Tigers, pour animer la trêve hivernale du championnat de France de football australien. Certains clubs du Sud ont la possibilité de jouer et d’accéder plus facilement aux terrains grâce à un climat plus doux que pour les clubs du nord de la France. Lors de la première édition, ce sont les Toulouse Crocodiles qui s'imposent sur le terrain de Perpignan. L'année suivante, les toulousains réalisent un doublé unique dans l'histoire de la Coupe du Sud sur leur propre terrain. En 2015, les conditions météorologiques sur l'ensemble du pays et notamment sur le sud-ouest obligent les organisateurs à annuler cette Coupe du Sud. Les Catalans remportent le trophée pour la première fois de leur histoire en s’imposant contre les Toulouse Hawks (54 à 33).

## Statistiques et records

### Palmarès
| Édition | N°                  | Vainqueur           | Vainqueur | Finaliste               | Score               | Hôte      |
| ------- | ------------------- | ------------------- | --------- | ----------------------- | ------------------- | --------- |
| 2010    | 1er                 | Toulouse Crocodiles | (1)       | Pas de finale           | Pas de finale       | Perpignan |
| 2011    | 2e                  | Toulouse Hawks      | (2)       |                         |                     | Toulouse  |
| 2012    | 3e                  | Bordeaux Bombers    | (1)       | Toulouse Hawks          | 5.1.(25) – 4.4.(22) | Bordeaux  |
| 2013    | 4e                  | Toulouse Hawks      | (3)       | Milan Eagles            | 8.8.(56) – 3.4.(22) | Marseille |
| 2014    | 5e                  | Bordeaux Bombers    | (2)       | Montpellier Fire Sharks | 28 - 10             | Toulouse  |
| 2015    | Compétition annulée |                     |           |                         |                     | Pau       |
| 2016    | 6e                  | ASP Tigers          | (1)       | Toulouse Hawks          | 54 - 33             | Pia       |

### Bilan par équipe
Le tableau suivant présente le bilan par nation à l'issue de l'édition 2014. 
| Rang | Équipe                    | Vainqueur | Finaliste | Édition(s) gagnée(s) | Participations |
| ---- | ------------------------- | --------- | --------- | -------------------- | -------------- |
| 1    | Toulouse Hawks            | 3         | 5         | 2010, 2011 et 2013   | 6              |
| 2    | Bordeaux Bombers          | 3         | 1         | 2012, 2014           | 5              |
| 3    | Perpignan Tigers          | 1         | 1         | 2016                 | 5              |
| 4    | Montpellier Fire Sharks   | 0         | 1         | -                    | 5              |
| 5    | Marseille Dockers         | 0         | 0         | -                    | 4              |
| -    | ALFA Lions                | 0         | 0         | -                    | 1              |
| -    | Coyotes de Cergy-Pontoise | 0         | 0         | -                    | 1              |
| -    | Milan Eagles              | 0         | 1         | -                    | 1              |
| -    | Cornella Bocs             | 0         | 0         | -                    | 1              |
| -    | Llops de Tarragone        | 0         | 0         | -                    | 1              |
| -    | Madrid Bears              | 0         | 0         | -                    | 1              |